# Lucania interioris
Lucania interioris és una espècie de peix de la família dels fundúlids i de l'ordre dels ciprinodontiformes.

## Morfologia
Els mascles poden assolir els 4 cm de longitud total.
Es troba a Coahuila de Zaragoza (Mèxic).